# Maurício Gugelmin
Mauricio Gugelmin (Joinville, 1963. április 20. –) brazil autóversenyző.

## Pályafutása
Versenyzett a Formula–1-ben és a Champ Car World Series-ben is. 1988-ban mutatkozott be a March F1-es csapatában, és nyolcvan nagydíjon indult. Legjobb eredménye egy futamon elért harmadik hely, összes elért pontjainak száma: 10. A Champ Car-ban 1993 és 2001 között versenyzett. Összesen 147 futamon indult és 1997-ben megnyerte a vancouveri futamot. Az indianapolisi 500 mérföldes versenyen legjobb eredményét 1995-ben érte el, ahol a hatodik helyről indulva a hatodik helyen ért célba, miközben 59 körön át vezetett. Egy ideig zártpályás sebességi világrekordot is tartott: 1997-ben a California Speedway körpályáján 240,942 mph (387,759 km/h) csúcssebességet ért el. A versenyzéstől 2001-ben vonult vissza, miután az év végén elhunyt a fia.

## Teljes Formula–1-es eredménysorozata
(Táblázat értelmezése)

(Félkövér: pole-pozícióból indult; dőlt: leggyorsabb kört futott) 

| Év   | Csapat                    | 1      | 2      | 3      | 4      | 5       | 6      | 7      | 8      | 9      | 10     | 11     | 12     | 13     | 14     | 15     | 16     | Helyezés | Pont |
| ---- | ------------------------- | ------ | ------ | ------ | ------ | ------- | ------ | ------ | ------ | ------ | ------ | ------ | ------ | ------ | ------ | ------ | ------ | -------- | ---- |
| 1988 | Leyton House March Racing | BRA Ki | SMR 15 | MON Ki | MEX Ki | CAN Ki  | DET Ki | FRA 8  | GBR 4  | GER 8  | HUN 5  | BEL Ki | ITA 8  | POR Ki | ESP 7  | JPN 10 | AUS Ki | 13.      | 5    |
| 1989 | Leyton House Racing       | BRA 3  | SMR Ki | MON Ki | MEX NK | USA Kiz | CAN Ki | FRA Hn | GBR Ki | GER Ki | HUN Ki | BEL 7  | ITA Ki | POR 10 | ESP Ki | JPN 7  | AUS 7  | 16.      | 4    |
| 1990 | Leyton House              | USA 14 | BRA NK | SMR Ki | MON NK | CAN NK  | MEX NK | FRA Ki | GBR Ni | GER Ki | HUN 8  | BEL 6  | ITA Ki | POR 12 | ESP 8  | JPN Ki | AUS Ki | 18.      | 1    |
| 1991 | Leyton House              | USA Ki | BRA Ki | SMR 12 | MON Ki | CAN Ki  | MEX Ki | FRA 7  | GBR Ki | GER Ki | HUN 11 | BEL Ki | ITA 15 | POR 7  | ESP 7  | JPN 8  | AUS 14 | -        | 0    |
| 1992 | Jordan                    | RSA 11 | MEX Ki | BRA Ki | ESP Ki | SMR 7   | MON Ki | CAN Ki | FRA Ki | GBR Ki | GER 15 | HUN 10 | BEL 14 | ITA Ki | POR Ki | JPN Ki | AUS Ki | -        | 0    |

## Külső hivatkozások
- Mauricio Gugelmin hivatalos honlapja (angolul) (portugálul)
- Pályafutása a grandprix.com honlapon (angolul)
- Profilja a statsf1.com honlapon (angolul)